# De Hollandsche Lelie

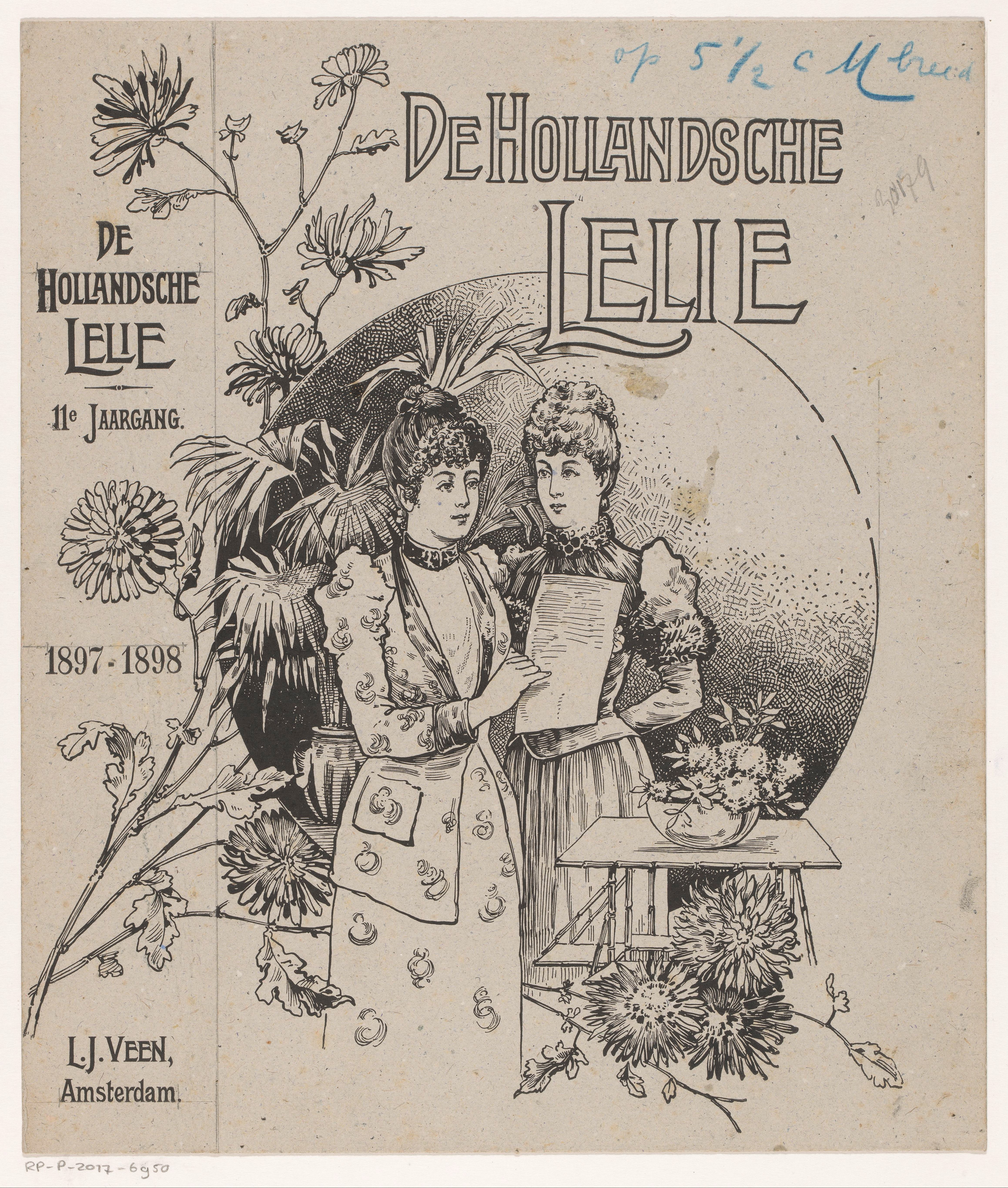
Umschlag von 1897

De Hollandsche Lelie, weekblad voor jonge dames (deutsch: „Die Holländische Lilie, Wochenblatt für junge Damen“) war ein Wochenblatt in den Niederlanden für junge Mädchen und Frauen, das zwischen 1887 und 1934 erschien. 

## Geschichte
Die  erste Ausgabe der De Hollandsche Lelie erschien im Juli 1887. Zunächst richtete es sich an Mädchen zwischen 12 und 16 Jahren, weitete die Zielgruppe dann aber auf jenseits der 16 Jahre aus und noch später auch auf junge erwachsene Frauen. Es gab eine reiche Anzahl an Rubriken und deckte verschiedene Themenbereiche ab. Im Fokus standen praktische Haushalts- und Modetipps, aber auch Literatur und die neuesten gesellschaftlichen Entwicklungen wurden besprochen. Die zu jener Zeit aktuellen Fragen zum Wahlrecht für Frauen wurden hier auch zu einem wiederkehrenden Thema. Eine bekannte Abonnentin  war Raden Adjeng Kartini, eine Vorkämpferin der Frauenrechte in Indonesien. 
Artikel trugen Überschriften wie Boven op de Eiffeltoren (am 13. Januar 1892), De laatste jaren van Nietsche (am 11. Juni 1902), Afschuwelijk! (über den deutschen Kaiser, am 6. Dezember 1911), ‘Aan wie de schuld?’ (zum Unglück der Titanic, erschienen am 24. April 1912), aber auch viel von dem was Zeitschriften heute Lifestyle-Themen nennen, wie De Hollywood-Vermageringskuur oder De vrouw in de auto (jeweils 1929), wobei letzter Artikel in die frühe Erkenntnis mündete, dass Frauen nach kurzer Übung ebenso gute Autofahrer seien, wie Männer.
1913 erschien eine weitere Frauenzeitschrift namens De Haagsche Vrouwenkroniek, wobei ab 1919 die Chefredakteurin der Hollandsche Lelie, Jacqueline Reyneke van Stuwe, die den gleichen Posten bei der Vrouvenkroniek innehatte, viele Inhalte in beiden Publikationen gleichermaßen erscheinen ließ. 1934 erschien die letzte Ausgabe der Hollandsche Lelie. Nachfolger waren unter anderen die Frauenzeitschriften Eva (1942–1972) und Viva (1972–2021).

## Redaktion
Die erste Chefredakteurin der Lelie war in der Zeit der Gründung 1887 bis 1889 Catharina Alberdingk Thijm. Ihre Nachfolgerin bis 1897 wurde Johanna van Woude. Sie war es auch, die die Abonnentinnen erstmals 'Lelietjes' (kleine Lilien) nannte. Ab 1903 übernahm Anna de Savornin Lohman den Posten und 1916 folgte Marie van Zeggelen. 1919 wurde Jacqueline Reyneke van Stuwe die Chefredakteurin.